# レモンティー
レモンティー（Tea with lemon ）は、レモンの果実のスライスまたは果汁を入れた茶飲料。アメリカ合衆国にルーツを持つ紅茶の飲み方と言われている。主に紅茶を淹れたものにレモンを加えるが、台湾などでは緑茶を淹れたものにレモンを加える場合もある。
紙パックやペットボトル入りの商品もいくつかのメーカーから販売されている。

## 概要
日本では、ストレート、ミルクと並んで紅茶の代表的な飲み方の一つ。
日本においてレモンティーが普及するきっかけになったのは、サンキストが日本におけるレモン消費量を増やす為に、カリフォルニアの一部の農家がしていた紅茶にレモンを入れるという習慣を女性誌に掲載したことである。
レモンには疲労回復の効果があると言われており、芳香を目的に飲まれることもある。
イギリスに本社を置く紅茶大手販売会社のトワイニング社では、アールグレイにオレンジピール、レモンピール、矢車菊の花を加えたブレンド茶葉であるレディグレイを販売しており、人気となっている。

## 種類・作り方
- アイス

ここではオンザロック式で淹れる紅茶のアイスティーを説明する。茶葉はタンニンが少なく、柑橘の香りを思わせるもの（キャンディ、ケニア茶、ニルギリ、アールグレイなど）が渋みも少なくレモンとの相性が良い。茶葉は1杯あたり1.5倍（3g×1.5）と多めに使用する。あたたかい紅茶を淹れる時と同様の手順でポットもしくはティープレスを使うことが望ましい。ティーバッグを使用する際は湯を少なめに注ぎ、濃いめに抽出する。抽出した茶液（この時点で少量の砂糖を溶かしておくと後にレモンやガムシロップを加えても透明感を保ちやすくなる）を、氷を入れた別のポットもしくはグラスに静かに注ぎ入れる。スライスレモンを添え、香りと風味を茶液に移す。一般的に切りたてのフレッシュなレモンを使用することが多いが、皮からレモンオイルが溶け出してタンニンと反応すると渋みやえぐみが強くなるため、茶液に長時間浸したままにしない方がよい。果汁のみを使用する時も数滴ずつ加えて加減することが望ましい。スライスしたレモンをシロップや蜂蜜漬けにして酸味の角を取ったものや、皮を取り除いた果肉のみを提供する紅茶専門店もある。好みでガムシロップを加える。
- ホット

基本的には、通常の紅茶の淹れ方と同様で良い。スライスレモンを添える。上記アイスティーでの記述と同様、レモンをあたたかい紅茶に浮かべたままにするとレモンオイルがタンニンと反応して渋みや苦み、えぐみを引き出してしまう。レモンを茶液に複数回潜らせる程度でも柑橘の爽やかな風味は十分つくので、早々にスプーンもしくはトングで引き上げることが望ましい。

## ヨーロッパにおけるレモンティー
元々紅茶を旧世界側に伝えたオランダを始め、ドイツ、ポーランド、デンマーク等の大陸側ゲルマン諸国ではレモンを浮かべたり絞ったりするのは紅茶のポピュラーな飲み方で、温冷問わず好まれている。これらの国々ではスーパーマーケットでもリプトンブランドのペットボトル入り「Iced Tea with Lemon Flavor」のみならず、紅茶大手Pickwickのフリーズドライレモンを添加したティーバッグが定番商品として常置されている。ビュッフェや立食形式、カフェテリアなどでも紅茶をサーブする場所には必ず鉢に盛ったレモンが備えてあり、近くにミルクはあっても大抵コーヒー用のものである。ポーランドに至ってはカフェ等のメニューにミルクティーなどが書かれている事は殆ど無く、紅茶を頼めばデフォルトでレモンを添えてサーブされる。南北アメリカ、アフリカ南部等もオランダ・ドイツ系移民の多い影響もあり多くの地域で同様である。またイタリア、アルバニア等では夏場にアイスティー(the'freddo)がよく飲まれるが、大半がレモンティーであり、残り僅かをアップルティー、ピーチティー、マンゴーティーが分け合う程度である。